# 조르게역
조르게역(러시아어: Зорге)은 모스크바 지하철 모스크바 중앙 순환선의 역이다. 이 역은 모스크바 북서부의 코딘스코예 폴레 지역에 위치하고, 역명은 역이 위치한 거리인 울리차 조르게(Улица Зорге)에서 따온 것이다. 울리차 조르게는 제2차 세계 대전 시기에 나치 독일과 일본 제국에서 근무하였던 소련의 정보 장교인 리하르트 조르게의 이름을 딴 것이다.

## 환승
조르게 역에서는 볼샤야 콜체바야 선의 TsSKA 역으로 환승할 수 있다. 또한, 도보 20분 거리에 위치한 타간스코 크라스노프레스넨스카야 선의 옥탸브리스코예 폴레 역으로도 간접 환승이 가능하다.